# GIMAP6
GIMAP6 (англ. GTPase, IMAP family member 6) – білок, який кодується однойменним геном, розташованим у людей на 7-й хромосомі. Довжина поліпептидного ланцюга білка становить 292 амінокислот, а молекулярна маса — 32 949.
| 10         |  | 20         |  | 30         |  | 40         |  | 50         |
| ---------- |  | ---------- |  | ---------- |  | ---------- |  | ---------- |
| MEEEEYEQIP |  | QENPPEELSQ |  | DPVLELSGGL |  | REKEQKTPRR |  | LRLILMGKTG |
| SGKSATGNSI |  | LGRDVFESKL |  | STRPVTKTSQ |  | RRSREWAGKE |  | LEVIDTPNIL |
| SPQVSPEVAD |  | AICQAIVLSA |  | PGPHAVLLVT |  | QLGRFTDEDQ |  | QVVRRLQEVF |
| GVGVLGHTIL |  | VFTRKEDLAG |  | GSLEDYVRET |  | NNQALAWLDV |  | TLARRHCGFN |
| NRAQGEEQEA |  | QLRELMEKVE |  | AIMWENEGDY |  | YSNKAYQYTQ |  | QNFRLKELQE |
| RQVSQGQGSE |  | DVPGEESWLE |  | GLSQIQKESE |  | EAHRCLLGKA |  | DL         |

A: Аланін

C: Цистеїн

D: Аспарагінова кислота

E: Глутамінова кислота

F: Фенілаланін

G: Гліцин

H: Гістидин

I: Ізолейцин

K: Лізин

L: Лейцин

M: Метіонін

N: Аспарагін

P: Пролін

Q: Глутамін

R: Аргінін

S: Серин

T: Треонін

V: Валін

W: Триптофан

Задіяний у такому біологічному процесі, як альтернативний сплайсинг. 
Білок має сайт для зв'язування з нуклеотидами, ГТФ. 
Локалізований у цитоплазмі.